# Carl Theodor Bandmann
Carl Theodor Bandmann (* 16. Oktober 1820 in Hamburg; † 18. Dezember 1902 ebenda) war ein Hamburger Kaufmann und Abgeordneter.

## Leben
Bandmann war Kaufmann in Firma T. Bandmann. Er war ab 1851 Hauptmann der 7. Kompanie des 4. Bataillons des Bürgermilitärs, von 1852 bis 1859 war er erster Major des 4. Bataillons. Von 1859 bis 1861 gehörte er als Kommissar dem Militärdepartement an; durch dieses Amt war er im selben Zeitraum auch Abgeordneter der Hamburgischen Bürgerschaft.